# فرانک اونیکا
فرانک اونیکا (انگلیسی: Frank Onyeka؛ زادهٔ ۱ ژانویهٔ ۱۹۹۸) بازیکن فوتبال اهل نیجریه است که در باشگاه فوتبال برنتفورد بازی می‌کند.